# Marouf Tchakei
Marouf Tchakei est un footballeur international togolais qui joue comme milieu de terrain.

## Carrière professionnelle

### Carrière en club

#### ASKO Kara
En 2021, il finit meilleur joueur du championnat.

#### AS Vita Club
En 2022, il est le meilleur joueur de la saison avec 7 buts dont 5 sur coups francs et 10 passes décisives.
Durant la saison 2022-2023 il joue 21 matchs et marque 5 buts tous sur coups francs.

### Carrière internationale
Tchakei a fait ses débuts avec l'équipe nationale du Togo lors d'un match nul 0-0 de qualification du Championnat d'Afrique des Nations 2020 avec le Bénin le 28 juillet 2019.